# Zodiac Killer
 For alternative betydninger, se Zodiac (flertydig). (Se også artikler, som begynder med Zodiac)
Zodiac Killer er en seriemorder, som hærgede i det nordlige Californien sidst i 1960'erne. Hans identitet er stadig ukendt. The Zodiac prægede sit navn ind i en serie af hånende breve, som han sendte til forskellige aviser. Blandt hans breve var fire kryptogrammer, hvoraf to stadig mangler at blive dechifreret.
Zodiac havde 7 kendte ofre, i Benicia, Vallejo, Lake Berryessa og San Francisco imellem december 1968 og oktober 1969. Hans ofre var 4 mænd og 3 kvinder i alderen 16 til 29 år. Andre ofre formodes også at være Zodiacs ofre, men der er dog ikke fundet endelige beviser, som knytter Zodiac til disse sager.
I april 2004 markerede San Franciscos politi Zodiac-sagen som inaktiv, men genåbnede sagen engang før marts 2007. Sagen er forblevet åben i flere andre stater.
I maj 2018 forsøgte Vallejo Police Department at finde frem til Zodiac ved en DNA-analyse, hvor gerningsmandens DNA skulle analyseres og sammenlignes med andre personers DNA i en stor slægtsforskningsdatabase, så man på den måde kunne finde frem til Zodiac selv eller hans slægtninge. Det har dog ikke givet resultater i forhold til at identificere Zodiac.

## Ofre

### Bekræftede ofre
Selvom Zodiac i sine breve til aviserne påstod, at han havde myrdet 37 mennesker, er kun 7 ofre blevet bekræftet som ofre for Zodiac. To af dem overlevede deres møde med Zodiac.
- David Arthur Faraday, 17 år, og Betty Lou Jensen, 16 år, blev skudt og dræbt den 20. december 1968 på Lake Herman Road i Benicia.
- Michael Renault Mageau, 19 år, og Darlene Elizabeth Ferrin, 22 år, blev skudt 4. juli 1969 på Blue Rock Springs golfbanes parkeringsplads i udkanten af Vallejo. Darlene var død ved ankomsten til Kaiser Foundation Hospital, mens Michael overlevede.
- Bryan Calvin Hartnell, 20 år, og Cecelia Ann Shepard, 22 år, blev dolket den 27. september 1969 på ”Zodiac Island” Lake Berryessa i Napa County. Hartnell overlevede 6 knivstik i ryggen, mens Shepard døde af sine kvæstelser 2 dage efter overfaldet.
- Paul Lee Stine, 29 år, blev skudt og dræbt den 11. oktober 1969 i Presidio Heights i San Francisco.

### Mulige ofre
Mange andre ofre fra andre uopklarede sager er blevet kendt som mulige Zodiac-ofre, selvom beviserne er utilstrækkelige. Af følgende kendte mulige ofre er ingen endnu officielt blevet bekræftet som værende Zodiacs ofre.
- Robert Domingos, 18 år, og Linda Edwards, 17 år, blev skudt og dræbt den 4. juni 1963 på en strand nær ved Lompoc. Edwards og Domingos er føjet til listen af mulige Zodiac-ofre, fordi der er mange lighedspunkter med Zodiacs overfald ved Lake Berryessa 6 år senere.
- Cheri Jo Bates, 18 år, blev dolket til døde og næsten halshugget den 30. oktober 1966 ved Riverside Community kollegium i Riverside. Bates' mulige forbindelse til Zodiac blev først opdaget, da reporter Paul Avery ved San Francisco Chronicle 4 år efter mordet fik nogle tips, der henviste til lighederne imellem Zodiacs andre ofre og mordet på Bates.
- Kathleen Johns, 22 år, blev overfaldet den 22. marts 1970 på Highway 132 ved I – 580 vest for Modesto. Johns flygtede fra en mand, som havde kørt hende og hendes spæde datter rundt på de små veje imellem Stockton og Patterson i omkring 3 timer. Efter hun var flygtet og var kommet til politistationen i Patterson, så hun en efterlysningsplakat med Zodiac og identificerede ham som hendes kidnapper.
- Donna Lass, 25 år, blev sidst set den 26. september 1970 i det sydlige Lake Tahoe. Et postkort med en reklame for Forest Pines ejerlejligheder, tæt på Lake Tahoe, blev modtaget af the Chronicle 22. marts 1971 og menes af nogle at være et bevis på, at Zodiac står bag ved Lass’ forsvinden, og hun derved er et muligt offer. Postkortet er dog aldrig officielt blevet forbundet til Zodiac.

## Tidslinje

### Lake Herman Road
Det første mord, som bevisligt blev begået af The Zodiac Killer, er skuddrabene på gymnasieeleverne David Arthur Faraday og Betty Lou Jensen den 20. december 1968 i udkanten Benicias.
Parret var på deres første date og havde planer om at se julekoncerten på Hogan High i nærheden af Jensens hjem. I stedet besøgte de en ven og stoppede på en lokal restaurant og kørte derefter til Lake Herman Road. Omkring klokken 22.15 parkerede Faraday sin mors bil på en grusplads, som var kendt som Lover's lane (Kærlighedsstien). Kort efter klokken 23 ankom der en anden bil, som parkerede ved siden af dem. Chaufføren truede højst sandsynligt det unge par med en pistol og tvang dem ud af deres bil. Jensen døde først, og da Faraday var halvvejs ude af bilen, skød manden ham i hovedet. Jensen faldt til jorden, 8,79 meter fra bilen skudt 5 gange i ryggen, og derefter kørte manden fra stedet.
Deres lig blev fundet få minutter senere af Stella Borges, som boede tæt på og som alarmerede Daniel Pitta og William T. Warner ved politiet. Kriminalbetjent Les Lundblad fra Solano County Sherifs afdeling efterforskede sagen, men der blev ikke fundet nogen solide spor.

### Blue Rock Springs
På et tidspunkt omkring midnat den 4.–5. juli 1969 kørte Darlene Ferrin og Michael Mageau til The Blue Rock Springs Golfbane i Vallejo, 30 km fra Lake Herman Road - mordstedet - og parkerede. Mens de sad i Ferrins bil, kørte en anden bil ind på pladsen og parkerede ved siden af dem. Den kørte væk næsten med det samme, men kom tilbage ca. 10 minutter senere og parkerede bag dem. Chaufføren stod ud af bilen og gik over til passagersiden med en lommelygte i hånden og en 9 mm pistol. Han blændede dem med lyset fra lommelygten først, så skød han dem begge flere gange, og begyndte at gå tilbage til sin bil. Da Mageau stønnede i smerte, vendte chaufføren tilbage og skød dem begge igen, og så kørte han af sted.
Klokken 12:40 ringede en mand til Vallejo Politi for at rapportere og sagde at han stod bag morderne, og han fortalte også at han stod bag mordet på Jensen og Faraday 6½ måned tidligere. Politiet sporede telefonopkaldet til en tankstation på hjørnet af Springs Road og Tuolumne, ikke langt fra Ferrins hjem, og ganske kort fra Vallejo Sherifs afdeling. Ferrin blev erklæret død på hospitalet. Mageau overlevede overfaldet på trods af skudsår i ansigtet, nakken og brystet. Kriminalbetjent John Lynch og Ed Rust fra Vallejo politi efterforskede forbrydelsen. Kriminalbetjent Jack Mulanax overtog sagen i 1970’erne.

### De første Zodiac-breve
Den 1. August 1969 blev 3 breve modtaget af Vallejo Times-Herald, San Francisco Chronicle og San Francisco Examiner. De næsten identiske breve tog æren for mordene ved Lake Herman Road og Blue Rock Springs. Hvert brev indeholdt også en tredjedel af et kryptogram på 408 symboler, som morderen påstod indeholdt hans identitet.
Zodiac forlangte, at de blev trykt på forsiden af hver avis, ellers ville han køre rundt hele weekenden og slå folk ihjel, som var alene i natten, og sådan ville han forsætte, indtil han havde dræbt et dusin mennesker hen over weekenden. Chronicle trykte deres del af kryptogrammet på side 4 i næste dags udgave af avisen. Ved siden af koden citerede man Vallejo's politimester Jack E. Stiltz for at sige, at ” Vi er ikke sikre på, at dette brev er skrevet af morderen, og vi opfordrer forfatteren til at sende endnu et brev med flere facts for at bevise sin identitet."
Den 7. august 1969 modtog San Francisco Examiner endnu et brev med denne hilsen: ”Kære Redaktør, dette er Zodiac der taler”. Det var første gang at morderen have refereret til sig selv med dette navn. Brevet var et svar til politimester Stiltz, som havde bedt om flere facts som bevis for at han stod bag mordene på Faraday, Jensen og Ferrin. I brevet beskrev Zodiac detaljer omkring mordene, som ikke var blevet offentliggjort, samt en meddelelse til politiet om, at når de have løst koden, så ville de have ham.
Den 8. august 1969 knækkede Donald og Bettye Harden fra Salinas kryptogrammet, som ikke indeholdt Zodiacs navn.

### Lake Berryessa
Den 27. september 1969 var Bryan Hartnell og Cecelia Shepard på skovtur ved Lake Berryessa, en lille ø, der er forbundet med Twin Oak Ridge via en lille sandtange. En mand kom over til dem, iført en sort bøddelhætte med klips-på-solbriller, hen over hullerne til øjnene, og en halskæde hængende over sit bryst, med et 3 x 3 cm kors/cirkelsymbol. I hånden havde han, hvad Hartnell går ud fra var en 45. Den hætteklædte mand påstod, at han var en flygtet fange fra Deer Lodge, Montana, hvor han havde slået en vagt ihjel og stjålet en bil. Han forklarede at han havde brug for deres penge og bil, så han kunne komme til Mexico. Han havde medbragt et stykke tørresnor af plastik og bad Shepard om at binde Hartnell og derefter sig selv. The Zodiac tjekkede og strammede selv Hartnells bånd, da han fandt ud af, at hun havde bundet ham løst, så Zodiac trak en kniv og dolkede dem begge. Han gik så de 500 meter tilbage til Knoxville Road og tegnede et kors i en cirkel på Hartnells bildør med en sort sprittusch og skrev under dette, Vallejo/12-20-68/7-4-69/Sept 27-69-6:30/by knife.
Klokken 19:40 ringede en mand til sherifkontoret i Napa County fra en telefonboks, for at rapportere sin forbrydelse. Telefonrøret blev fundet hængende få minutter senere ved Napa bilvask, på Main Street i Napa af radioreporter Pat Stanley, ganske kort fra sheriffens kontor og kun 27 mil fra mordscenen. Kriminalbetjente kunne tage et endnu vådt håndfladeaftryk fra telefonen, men det er endnu ikke lykkes dem at matche det med en mistænkt.
En mand og hans søn, som fiskede i en nærliggende bugt, fandt ofrene efter at have hørt deres skrig efter hjælp, og tilkalde hjælp fra parkbetjentene. Betjentene Dave Collins og Ray Land fra Napa County var de første på mordscenen. Cecelia Shepard var ved bevidsthed og kunne give en detaljeret beskrivelse af overfaldsmanden. Hartnell og Shepard blev bragt til Queen of the Valley Hospital i Napa med ambulance. Shepard gik i koma under transporten til hospitalet og kom aldrig til bevidsthed igen. Hun døde to dage senere, men Hartnell overlevede og kunne fortælle om sin oplevelse til pressen.
Kriminalbetjent Ken Narlow fra Napa County, som arbejdede på sagen, forsatte med at prøve at løse den, indtil han gik på pension i 1987.

### Presidio Heights
Den 11. oktober 1969 steg en mand ind i Paul Stines taxa ved vejkrydset Mason og Geary Streets i San Francisco. Han bad om at blive kørt til Washington og Maple Streets, i nabolaget til Presidio Heights. Af grunde som ikke er kendt, kørte Stine en gade længere til Cherry Street, og manden skød ham en gang i hovedet med en 9mm, hvorefter han tog Stines tegnebog, bilnøgler og rev hans skjorteflig af. Han blev set af 3 teenagere fra den anden side af gaden klokken 21.55, som ringede til politiet mens forbrydelsen fandt sted. De så manden tørre taxien af og derefter gå mod Presidio, en gade mod nord. Politiet ankom få minutter senere og teenagerne forklarede, at forbryderen stadig var lige i nærheden.
To gader fra gerningsstedet reagerede betjent Don Fouke også på opkaldet, og han observerede en hvid mand, som gik på fortovet, hvorefter manden gik op ad en trappe, som førte til forhaven ved et af husene på nordsiden af gaden. Dette møde varede ca. 4 til 10 sekunder. Hans partner Eric Zelms så ikke manden. Opkaldet havde alarmeret dem om at holde øje med en sort og ikke en hvid mistænkt, så de havde ingen grund til at stoppe manden, og kørte forbi ham uden at stoppe (fejlen i beskrivelsen er stadigvæk ubesvaret den dag i dag). Da Fouke ankom til gerningsstedet på Cherry Street, blev han informeret om, at man rent faktisk ledte efter en hvid mistænkt. Fouke indså at de formodentlig havde kørt forbi morderen. Fouke konkluderede at The Zodiac havde genoptaget sin originale rute og var fortsat til Presidio, så de ledte efter ham, men morderen var forsvundet. De tre vidner arbejdede sammen med en polititegner for at fremstille en tegning af Stines morder, og nogle få dage senere igen for at lave endnu en tegning. Morderen blev anslået til at være imellem 35 og 45 år gammel. Betjentene Bill Armstrong og Dave Toschi fik sagen, og San Franciscos politi efterforskede omkring 2.500 mistænkte over en periode.

### Flere breve og koder
Den 14. oktober 1969 modtog avisen Chronicle endnu et brev fra the Zodiac. Denne gang indeholdt brevet skjortefligen fra Stines skjorte for at bevise at afsenderen var morderen. Brevet indeholdt også et afsnit om at skyde skolebørn. Det var først på det tidspunkt, politiet fandt ud af hvem de havde ledt efter, nogle få aftener før i Presidio Heights. Klokken 2 den 22. oktober 1969 ringede en person til Oakland politi og sagde han var The Zodiac og forlangte at en af to kendte advokater F.Lee Bailey eller Melvin Belli skulle medvirke i Jim Dunbar talk show om morgenen på TV. Bailey kunne ikke, men Belli medvirkede i showet, og Dunbar bad seerne om at holde linjerne åbne, og en som påstod han var The Zodiac ringede flere gange og sagde hans navn var Sam. Belli indvilgede i at møde ham i Daly City, men den mistænkte mødte aldrig op. Politibetjente som havde hørt the Zodiac, lyttede til Sams stemme og var enige om at dette ikke var Zodiacs stemme. Telefonopringningerne som den mistænkte havde lavet, blev sporet tilbage til et sindssygehospital, hvor Sam var patient.
Den 8. november 1969 sendte The Zodiac endnu et kort med et kryptogram bestående af 340 skrifttegn. Den 9. november 1969 sendte han et syv sider langt brev, hvori han påstod at to politibetjente stoppede og talte med ham, 3 minutter efter han havde skudt Stine. Uddrag fra brevet blev trykt i avisen Chronicle den 12. november, blandt andet Zodiacs påstand.; Denne kode blev løst 11. december 2020.
Den samme dag skrev Don Fouke et notat, som forklarede hvad der var sket den aften. Den 340 skrifttegns kode er aldrig blevet løst. Mange mulige løsninger er blevet foreslået, men de er ikke blevet accepteret. Den 20. december 1969, nøjagtig et år efter mordene på David Faraday og Betty Lou Jensen, sendte The Zodiac et brev til Belli, og dette brev indeholdt endnu et stykke af Stines skjorte. The Zodiac påstod at han ville have Belli til at hjælpe ham.

### Modesto
Om natten den 22. marts 1970 kørte Kathleen Johns fra San Bernardino til Petaluma for at besøge sin mor. Hun var gravid i 7. måned, og med sig havde hun sin 10 måneder gamle datter. Mens hun kørte vest ad hovedvej 132 nær ved Modesto, dyttede og blinkede bilen bag hende. Hun kørte ind til siden og stoppede. Manden i den anden bil parkerede bag hende og sagde, at hendes højre baghjul var løst og tilbød at stramme boltene for hende. Da manden var færdig med at stramme dem, kørte han videre. Da Johns begyndte at køre, faldt hjulet af hendes bil. Manden stoppede og bakkede hen til hende og tilbød at køre hende til den nærmeste tankstation for at få hjælp der. Hun og hendes datter satte sig ind i hans bil. De kørte forbi flere tankstationer, men manden stoppede ikke. I 3 timer kørte han med dem af små bagveje, rundt om byen Tracy og når hun spurgte, hvorfor han ikke stoppede, skiftede han emne.
Da chaufføren stoppede ved et vejkryds, hoppede Johns ud af bilen sammen med sin datter og gemte sig på en mark. Han kom ud af bilen for at lede efter hende, men en lastbilchauffør så sceneriet, og hendes kidnapper kørte væk. Johns kom op at køre til politistationen i Patterson, hvor hun afgav forklaring til den betjent som var på vagt. Hun så polititegningen af Stines morder og det gik op for hende, at det var hendes og hendes barns kidnapper. I frygt for at The Zodiac ville komme tilbage og dræbe dem alle, fik betjenten Johns til at vente i mørke på en nærliggende restaurant. Da de fandt hendes bil, var den blevet skrællet og brændt.

### Sidste brev
I fire år gav Zodiac ingen livstegn fra sig. Aviserne modtog ikke et eneste brev, og politiet kunne ikke forbinde ham med flere mord. I april 1974 modtog politiet så et brev:
“... I ved, hvad jeg er i stand til. Scoringsresultat – Mig: 37, San Francisco Police Department: 0”. Politiet afskrev Zodiacs høje “dødsscore” som en galnings praleri. Drabsafdelingen kunne ikke sætte Zodiac i forbindelse med så mange uopklarede mord. Brevet fortsatte med en strofe hentet fra musicalen The Mikado:
“Han kastede sig ned i det bølgende hav, og et ekko rejste sig fra selvmordsgraven”.
Hvis Zodiac tog sit eget liv, som brevet antyder, tog han hemmeligheden om sin identitet med sig i graven. Sagen er stadig uopklaret.

### Løsning på 340-symbol kryptogrammet
Den 5. december 2020 blev chifferskriften bestående af 340 symboler, også kendt som "340 cipher", afkodet af David Oranchak, Jarl Van Eycke og Sam Blake, 50 år efter at kryptogrammet blev indsendt til avisen Chronicle den 14. oktober 1969. Kodebryderne fik et gennembrud den 3. december og brød endelig chifferskriften den 5. december 2020, hvorefter holdet samme dag sendte løsningen til FBI. FBI offentliggjorde den 11. december 2020 på twitter at "'340 cipher' er løst af private borgere".
Chifferskriften er den anden løste ud af fire, som er tilskrevet Zodiac Killer. Løsningen til koden var mere kompliceret end den forrige, og benyttede ikke kun substituering af symboler, men også transponering af symbolernes placering. Løsningen blev fundet delvist med hjælp fra computersoftware.
Stave- og grammatikfejl i brevet stemmer overens med andre af Zodiacs tekster, og tekstens sprog og indhold minder om 408-symbol kryptogrammet. FBI udtalte at brevet ikke indeholdt nyttig information i forbindelse med efterforskningen af Zodiac Killer.